# Åsa (Vorname)
Åsa ist ein schwedischer weiblicher Vorname.

## Herkunft und Bedeutung
Der Name Åsa kommt aus der nordischen Mythologie und bedeutet Ase.

## Namenstag
12. September

## Varianten
- Åse / Aase (norwegisch und dänisch)
- Ása (isländisch)

## Namensträgerinnen
- Åsa  Dornbusch (* 1975), schwedische Opernsängerin in der Stimmlage Mezzosopran
- Åsa Elmgren (* 1966), schwedische Opernsängerin und Schauspielerin
- Åsa Ericsdotter (* 1981), schwedische Schriftstellerin
- Åsa Kaj Fölster (* 1936), schwedische Schriftstellerin, Sozialarbeiterin und Politikerin
- Åsa Larsson (* 1966), schwedische Schriftstellerin
- Åsa Lif (* 1990), schwedische Biathletin
- Åsa Linderborg (* 1968), schwedische Journalistin, Schriftstellerin und Historikerin
- Åsa Lindhagen (* 1980), schwedische Politikerin
- Åsa Lönnqvist (* 1970), schwedische Fußballspielerin
- Åsa Lundström (* 1984), schwedische Duathletin und Triathletin
- Åsa Magnusson (* 1964), schwedische Freestyle-Skierin
- Åsa Mogensen (* 1972), schwedische Handballspielerin
- Åsa Mossberg (* 1968), schwedische Filmeditorin
- Åsa Nilsonne (* 1949), schwedische Psychiaterin und Schriftstellerin
- Åsa Nyström (* 1960), schwedische Pfarrerin
- Åsa Regnér (* 1964), schwedische Politikerin
- Åsa Romson (* 1972), schwedische Politikerin der Grünen
- Åsa Sandell (* 1967), schwedische Boxerin, Journalistin und Schriftstellerin
- Åsa Svensson (* 1975), schwedische Tennisspielerin
- Åsa Svensson (* 1971), schwedische Tischtennisspielerin
- Åsa Torstensson (* 1958), schwedische Politikerin
- Åsa Träff (* 1970), schwedische Schriftstellerin und Psychologin
- Åsa Westlund (* 1976), schwedische Politikerin (SAP)
- Åsa Wikforss (* 1961), schwedische Philosophin
- Åsa Windahl (* 1972), schwedische Snowboarderin